# New World Resources

Logo.

New World Resources est une entreprise tchèque fondée en 1994, et faisant partie de l'indice PX, le principal indice boursier de la bourse de Prague. L'entreprise est un des principaux producteurs de charbon et de coke d'Europe centrale. Cotée également à la Bourse de Londres, elle fait partie de l'indice FTSE 250.